# Juan Arias de Villar
Juan Arias de Villar († Mojados, 1501) fou un clergue espanyol d'origen gallec, bisbe d'Oviedo i de Segòvia i president de la Reial Audiència i Cancelleria de Valladolid.
Natural de Santiago de Compostel·la, tenia fama de savi, i havia estat diaca de la catedral de Sevilla. El 1484 els Reis Catòlics l'enviaren com a ambaixador davant del nou rei Carles VIII de França per tractat sobre la restitució del Rosselló i la Cerdanya.
El 4 d'agost del 1487 fou escollit bisbe d'Oviedo, i el 1491 li concediren la presidència de la Reial Audiència i Cancelleria de Valladolid. A la diòcesi d'Oviedo s'hi mantingué fins al 1498, car el 14 de febrer d'aquell any fou nomenat bisbe de Segòvia.
Morí a la vila de Mojados el setembre del 1501 i fou enterrat a la catedral de Segòvia.